# Время смерти (Скорая помощь)
«Время смерти» (англ. Time of Death) — шестой эпизод одиннадцатого сезона сериала «Скорая помощь». Премьера состоялась на канале NBC в США 11 ноября 2004 года. Сценарий был написан Девидом Зейбелем , а режиссёром стала Кристофер Чулак. Рэй Лиотта, сыгравший в этой серии пациента Чарли Меткалфа, удостоился премии «Эмми» как «Лучший приглашённый актёр в драматическом телесериале»

## Сюжет
Чарли Меткалф в комнате ожидания смотрит на других пациентов. Мимо него проходит Саманта Таггарт и он ее останавливает, спрашивает, не возьмет ли она его билет, Сэм поспешно уходит, ответив что возьмет попозже. Через некоторое время врачи заметили что Чарли потерял сознание. Он не помнит, когда последний раз был у врача, но называет место, и Пратт догадывается, что он сидел в тюрьме, что Чарли и подтверждает. Эбби говорит Чарли, что в животе жидкость. Пратт спрашивает его, за что он сидел, Чарли говорит, что убил человека, задававшего ему слишком много вопросов. Вероятно, у Чарли язва к тому же узнается что он много потребляет алкоголя. Врачи пытаются выяснить, откуда идет кровь, она слишком темная для крови от язвы. При интубации Чарли становится хуже, его переводят в травму. Пратт недоволен, что врачи возятся с умирающим, задает вопросы которые напрягают Луку и Сем но после разговора с Лукой упокаивается и возвращается в работу. Лука пытается выяснить, какие лекарства употребляет Чарли, в его портфеле Эбби сначала находит ликер, а потом фото жены и сына, газету и рисунок.
Сэм находит телефонный номер Бобби, но Чарли не хочет, чтоб ему звонили. Лука спорит с  Праттом о лечении Чарли. Шансы Чарли на выживание малы и из разговора врачей он понимает, что ему недолго осталось, Чарли впадает в панику так как признает всем что он еще не готов умереть. Сэм узнает, что на фото Бобби, ему 20 лет, он учится в колледже, Чарли давно с ним не разговаривал, Сэм убеждает его позвонить ему. Пока врачи работают с Чарли, Сэм звонит Бобби, тот спрашивает о его состоянии, а потом вешает трубку. Слышавший все Чарли огорчается и тут же отключается, у него галлюцинации, он видит то сына в пустыне, то жену, то как его сажают в тюрьму. Врачи пытаются оживить Чарли.
Чарли приходит в сознании. Лука говорит, что еще одна процедура может помочь, Чарли соглашается на нее, т.к. ему нечего терять.
Он рассказывает свою историю где его жену сбила машина, ему пришлось самому растить Бобби. Он начал пить, однажды ночью в баре без всякой на то причины с ножом напал на человека, его посадили в тюрьму, а Бобби жил с родителями жены. Внезапно Чарли становится все хуже и хуже, но он в сознании, ему нужен диализ, он спрашивает, сколько еще ему осталось, но врачи не могут ответить. Эбби убирает с дороги портфель Чарли и натыкается на рисунок. Чарли говорит, что нарисовал его однажды летом, когда они снимали домик на озере. У Чарли трясутся руки, он говорит, что ничего не пил с позавчерашнего дня, Лука отмечает, что у него «ломка» алкоголика. Чарли говорит, что его игнорируют при принятии решения о его лечении. Ему сообщаюсь что всю оставшуюся жизнь ему нужен будет диализ трижды в неделю, к тому же ему нужна пересадка печени. Чарли решает отказаться от всего,  Лука поддерживает его и велит Джейн зафиксировать время, когда Чарли отказался от реанимации. Эбби просит Сэм опять позвонить Бобби, который должен приехать, узнав, что Чарли в таком состоянии: чтобы остановить тряску, ему будут вливать алкоголь.
Бобби уже ушел в колледж. Чарли хочет вынуть трубку и открыть окно, чтобы глотнуть свежего воздуха. У Чарли снова начинаются галлюцинации, на этот раз с участием врачей, они чередуются с моментами просветления.
В один из таких моментов Чарли спрашивает Сэм, чего, по ее мнению, хотел бы Бобби, но она затрудняется ответить.
Чарли медленно умирает, у него снова галлюцинации, во время одной из них он принимает Пратта за Бобби и говорит ему, что тот никогда не знал отца,
Пратт отвечает, что ничего страшного, но Чарли так не думает. Пратт смотрит на рисунок. У Чарли снова галлюцинации, рядом с ним по-прежнему Пратт, у него на глазах слезы. В конце Чарли окончательно уходит из жизни, Пратт хватает рисунок и портфель и выходит из комнаты. Рей присылает Пруту пиццу и спрашивает, умер ли Чарли и тот кивает. Рей замечает, что, кажется, Чарли был прекрасным человеком. «Да нет, просто пьяницей», — бросает Пратт.

## В ролях

### Основной состав
- Мекхи Файфер — Ординатор Грег Пратт
- Горан Вишнич — Лечащий врач Лука Ковач
- Мойра Тирни — Интерн Эбби Локхарт
- Шейн Уэст — Интерн Рэй Барнетт
- Линда Карделлини — Медестра Саманта Таггарт

### Второстепенные персонажи
- Доктор Люсьен Дубенко (хирург) – Леланд Орсер
- Френк Мартин (регистратор) – Трой Эванс

### Приглашённые звёзды
- Рэй Лиотта – Чарли Метколф
- Джонатан Джосс — Берт